# Текстура орбікулярна

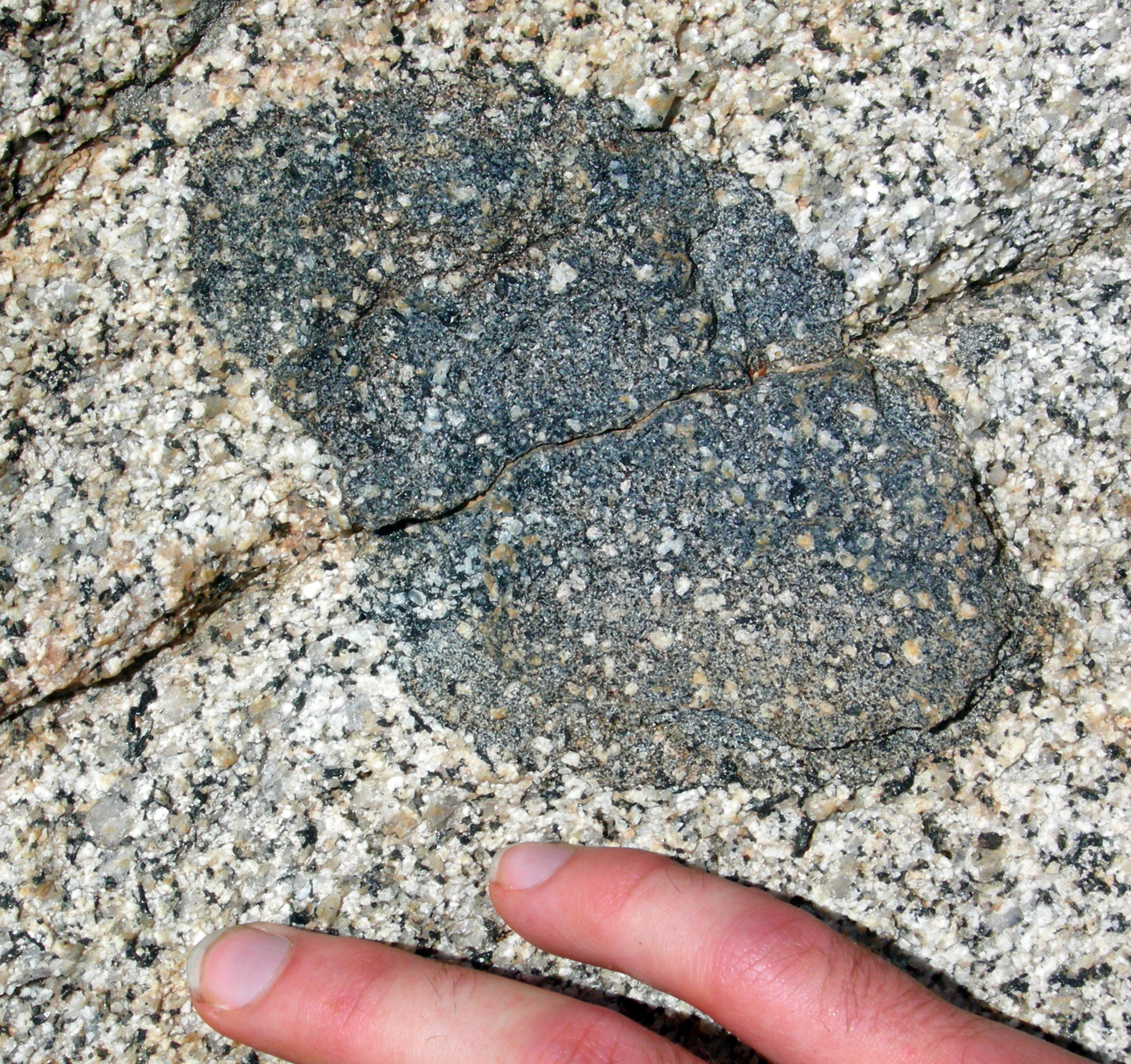
Ксеноліт габро в плагіоклазовому граніті; східна Сьєрра Невада, Каньйон Рок-Крік, Каліфорнія

Текстура орбікулярна – різновид текстури гірських порід. Текстура глибинних магматичних порід, яка характеризується наявністю сфероїдальних мас концентрично-шкаралупчастого складу, центр яких часто утворений ксенолітом.